# Centralny Klub Studentów Politechniki Warszawskiej „Stodoła”
Centralny Klub Studentów Politechniki Warszawskiej „Stodoła” – klub studencki znajdujący się przy ulicy Stefana Batorego 10 w Warszawie. Należy do Politechniki Warszawskiej.

## Siedziba
Pierwszą siedzibą klubu był barak przy ul. Emilii Plater pozostawiony przez budowniczych Pałacu Kultury i Nauki, nazywany „stodołą”. Mieściła się tam stołówka pracownicza. Klub rozpoczął tam działalność w 1956.
Następnie mieścił się w baraku przy ul. Trębackiej, będącym zapleczem przy odbudowie Teatru Wielkiego, w świetlicy Dyrekcji Okręgowej Kolei Państwowych przy ul. Wspólnej, obok dawnego kina Oka przy ul. Nowowiejskiej, w budynku należącym do wojska. Od 1972 ma stałą siedzibę w budynku przy ul. Stefana Batorego 10.
Budynek wzniesiony w latach 1970–1972 zaprojektowali Leszek Sołonowicz, Janusz Pukaczewski i Tadeusz Szumilewicz. Autorem poprzedniego wystroju był Jarosław Koziara.

## Działalność
Stodoła działa od 5 kwietnia 1956. Od samego początku stanowiła centrum warszawskiego życia jazzowego. Odbyły się tutaj pierwsze trzy edycje Międzynarodowego Festiwalu Muzyki Jazzowej „Jazz Jamboree” (1958, 1959, 1960). W 1964 z inicjatywy Jerzego Bojanowskiego, ówczesnego prezesa klubu, powołany został Klub Jazzu Tradycyjnego. Jego członkowie organizowali w Stodole „piątki jazzowe”. Swoje próby miały tam najbardziej znane wówczas zespoły jazzowe: Big Band „Stodoła”, Hagaw, Old Timers, Gold Washboard, Storyville Jazz Band i Vistula River Brass Band.
Istotna w życiu klubu była także działalność kabaretowa i filmowa. Najpierw powstał Dyskusyjny Klub Filmowy „Stodoła”, który ze względów technicznych działał poza klubem (m.in. w Kinie Iluzjon), a w roku 1964 Realizatorski Klub Filmowy, którego działalność opierała się w dużej mierze na wykorzystywaniu sprzętu klubu Hybrydy. W ten sposób zrealizowano kilka filmów dokumentalnych oraz fabularną adaptację powieści Maksa Frischa „Powiedzmy Gantenbein”. W 1957 częścią programu kabaretu studenckiego był striptiz, co jest uważane za pierwszy taki występ w Warszawie.
W roku 1973 doszło do połączenia różnych filmowych organizacji studenckich, w wyniku czego powstało Studenckie Centrum Filmowe. Jego siedziba znalazła się w Stodole (wówczas już przy ul. Batorego). Nowy lokal był wyposażony w sprzęt pozwalający na profesjonalną produkcję filmów. W latach 1973–1977 zrealizowano kilkadziesiąt filmów krótkometrażowych. Niektóre z nich otrzymały nagrody na ogólnopolskich festiwalach filmowych. Na dwudziestolecie klubu powstał film Jerzego Karpińskiego „Korowód”, który utrwalił najważniejsze momenty w historii Stodoły.

## Galeria

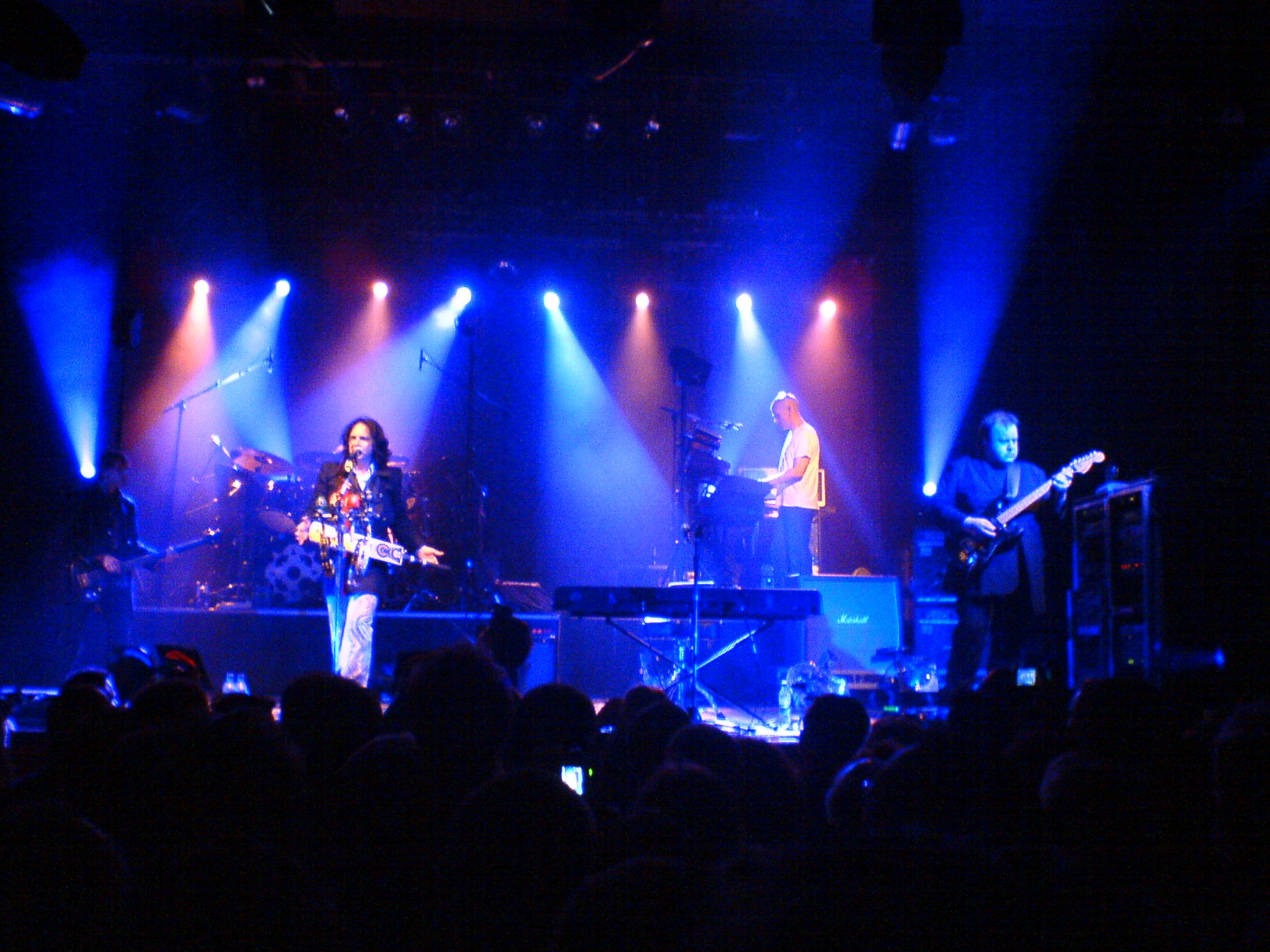
Grupa Marillion podczas koncertu w „Stodole“ (2007)
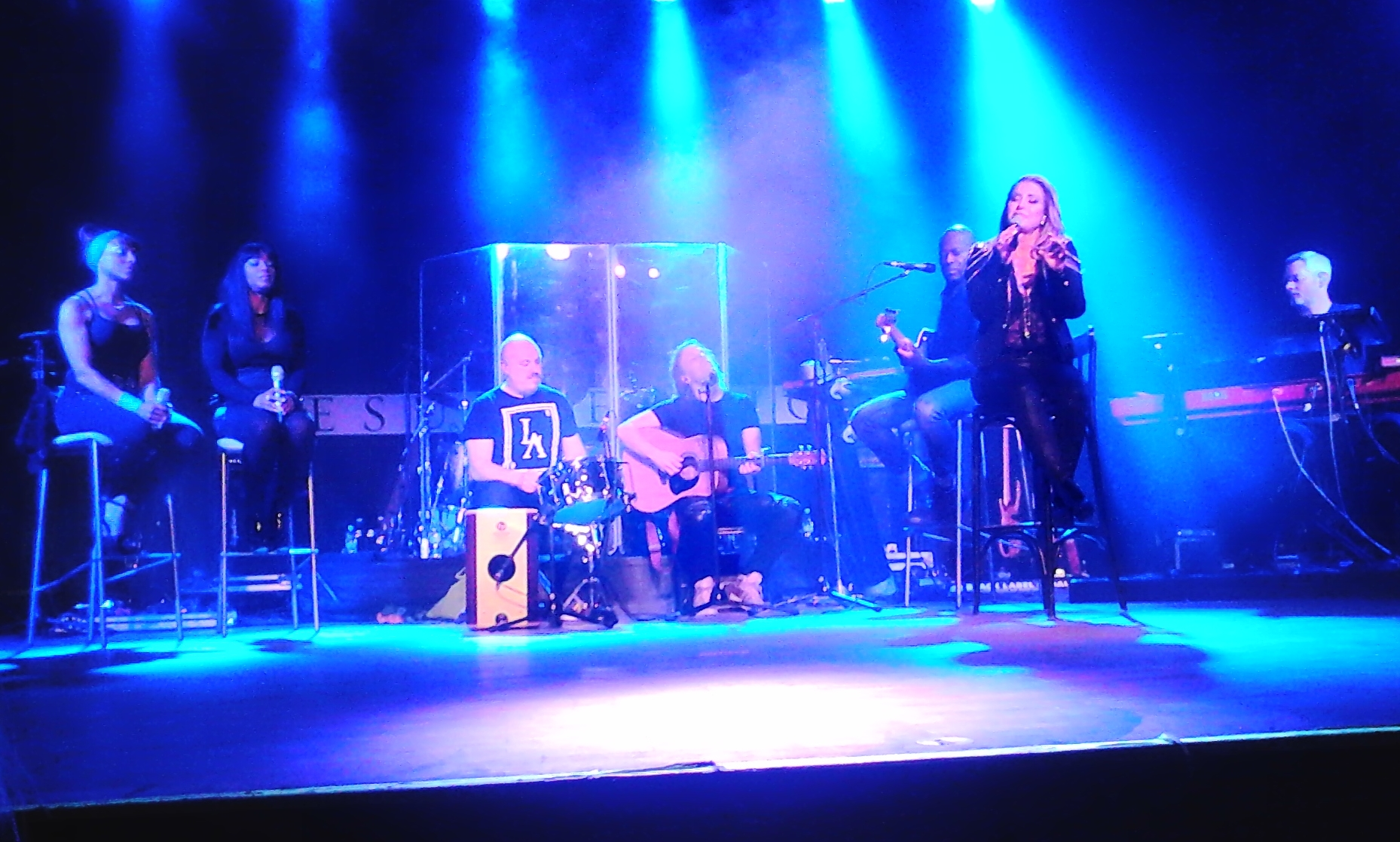
Koncert Anastacii (2015)